# Braunsapis elizabethana
Braunsapis elizabethana är en biart som först beskrevs av Embrik Strand 1915.  Braunsapis elizabethana ingår i släktet Braunsapis och familjen långtungebin. Inga underarter finns listade.